# 巴爾科夫冰川
71°46′S 10°27′E / 71.767°S 10.450°E
巴爾科夫冰川（英語：Barkov Glacier）是南極洲的冰川，位於毛德皇后地的阿斯特里德公主海岸，處於奧爾萬山脈地區，流經達爾曼山和謝爾巴科夫山脈中部之間，由德國探險隊拍攝照片和繪入地圖，以蘇聯地理學家命名。